# Château de Villechenay
Le château de Villechenay est un château situé dans la commune de Millançay dans le Loir-et-cher.

## Historique
Avant le XVe siècle, Villechenay fait seulement partie de la vicomté de Millançay. Le 27 avril 1458, le propriétaire revend la vicomté de Millançay à Robert de Baffart qui est le receveur général des biens du compte Jean d’Angoulême. Ce château est la propriété du maître des eaux et forêts de la reine Claude de France, épouse de François Ier.
À la fin du XVIe siècle, Henri III autorise la démolition des murs de la forteresse de Millançay. Les matériaux provenant de la démolition servent à la construction du château de Villechenay,.
Anciennement entouré de douves, le château est au cœur d’une vaste propriété agricole. L'édifice possède deux styles distincts, le style néo-gothique et le style Renaissance. Au XVIe siècle, c'est la partie nord-ouest du corps de bâtiment et la tour qui sont construits. L’autre partie est quant à elle datée du XIXe siècle. L'architecture est composée d'une grande tour au toit en ardoise. L'édifice est principalement construit en pierres de tuffeau et briques Chantignolles.

## Domaine
Le château est au milieu d'un domaine de plus de 200 hectares aujourd'hui.